# Léster Rodríguez
Léster Yomar Rodríguez Herrera (Barinas, Barinas, 29 de março de 1952) é um político, professor e engenheiro venezuelano. Foi prefeito do município Libertador em Mérida entre 2008 e 2013 e reitor da Universidade dos Andes (ULA).

## Carreira
Léster Rodríguez Herrera nasceu em Barinas, Barinas, e foi o segundo de sete irmãos. Em 1971 transladou-se a Mérida, onde estudou na Universidade dos Andes e se graduó como engenheiro químico em 1977.

### Prefeito do Município de Libertador
Rodríguez se postuló a começos do 2008 como governador de Mérida, mas o 11 de agosto desse ano, o presidente de COPEI, Luis Ignacio Planas anunciou que o exrector se retirava para dar passo à candidatura de Williams Dávila, quem anteriormente tinha sido governador e se postuló para prefeito do município Libertador.
Nas eleições regionais de Venezuela de 2008, ganhou Léster Rodríguez com o 54.329 votos, isto é, o 51.63%.
Ao 2012 foi acusado de suposta corrupção pelo deputado Ramón Guevara por irregularidades relacionadas com a coleta de lixo, limpeza de parques, trânsito, vialidad e alumbrado durante sua gestão como prefeito.
O 12 de fevereiro de 2012 ganhou as eleições primárias da MUD. Nas eleições regionais de dezembro de 2012, perdeu contra o candidato do Grande Pólo Patriótico, Alexis Ramírez, terminado sua carreira política.